# Plessis-de-Roye
Plessis-de-Roye ist eine französische Gemeinde mit 240 Einwohnern (Stand: 1. Januar 2022) im Département Oise in der Region Hauts-de-France (vor 2016 Picardie). Sie gehört zum Arrondissement Compiègne und zum Kanton Thourotte.

## Geographie
Die Gemeinde Plessis-de-Roye liegt etwa 21 Kilometer nördlich von Compiègne an der Quelle der Divette, die zur Oise entwässert. Umgeben wird Plessis-de-Roye von den Nachbargemeinden Lassigny im Norden, Dives im Nordosten, Thiescourt im Osten und Südosten, Mareuil-la-Motte im Süden und Südwesten, Gury im Westen sowie Canny-sur-Matz im Nordwesten.

## Bevölkerungsentwicklung
| Jahr                       | 1962 | 1968 | 1975 | 1982 | 1990 | 1999 | 2006 | 2013 | 2021 |
| -------------------------- | ---- | ---- | ---- | ---- | ---- | ---- | ---- | ---- | ---- |
| Einwohner                  | 119  | 116  | 121  | 107  | 147  | 193  | 225  | 236  | 234  |
| Quellen: Cassini und INSEE |      |      |      |      |      |      |      |      |      |

## Sehenswürdigkeiten

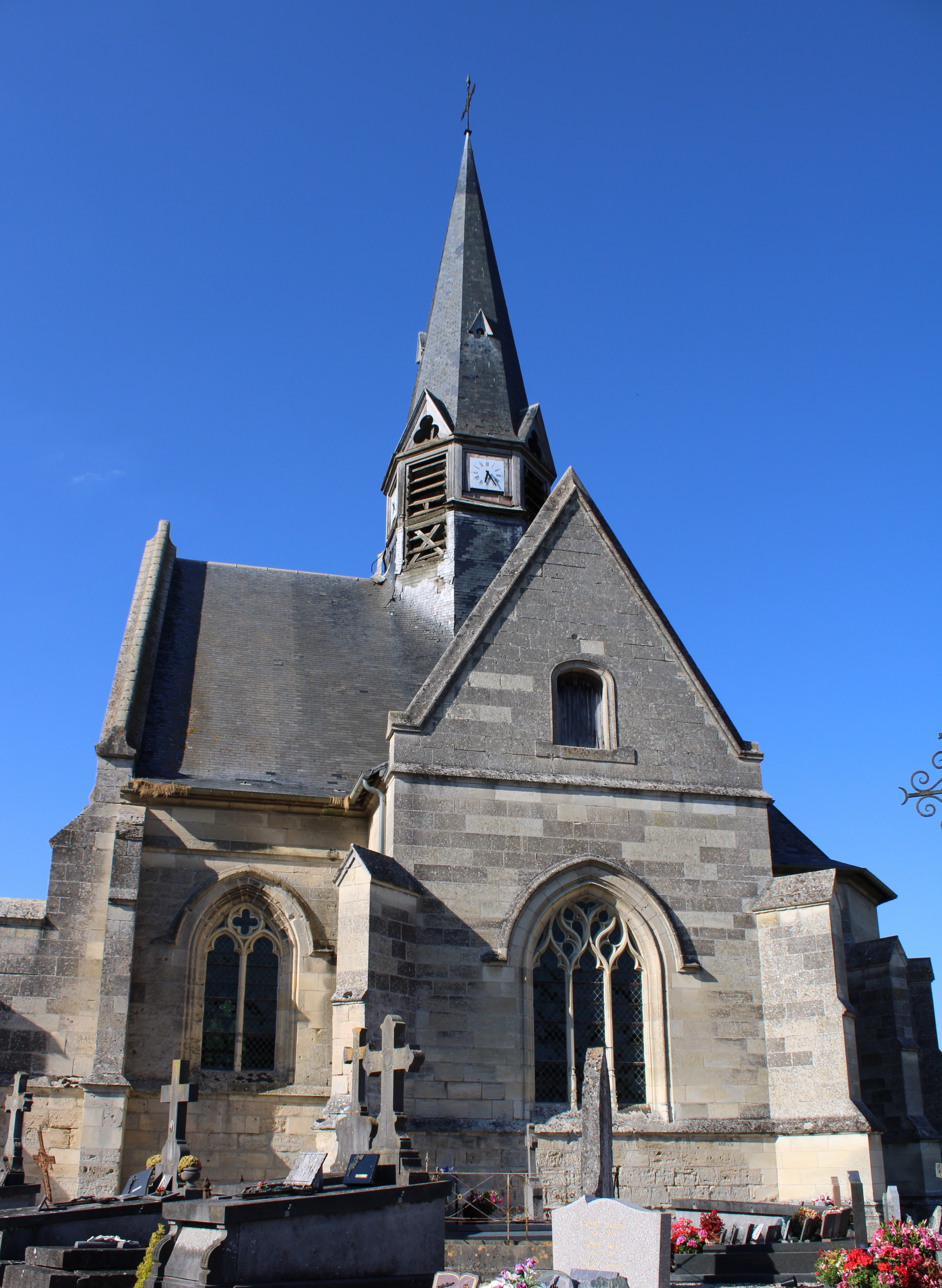
Kirche Saint-Jean-Baptiste
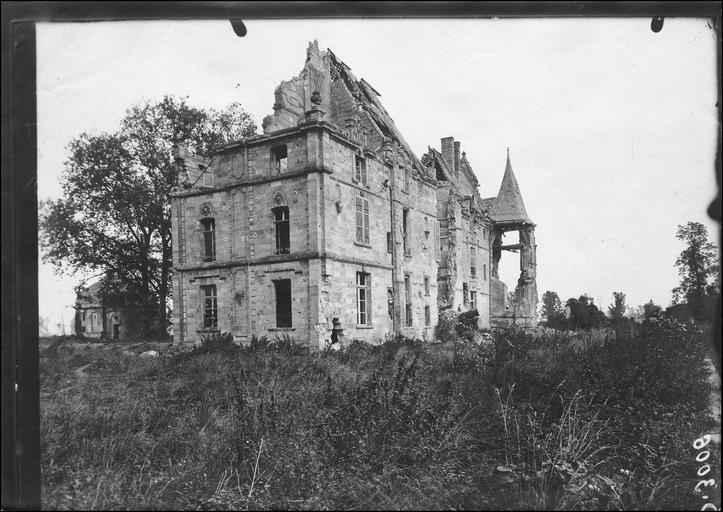
Schlossruine 1916
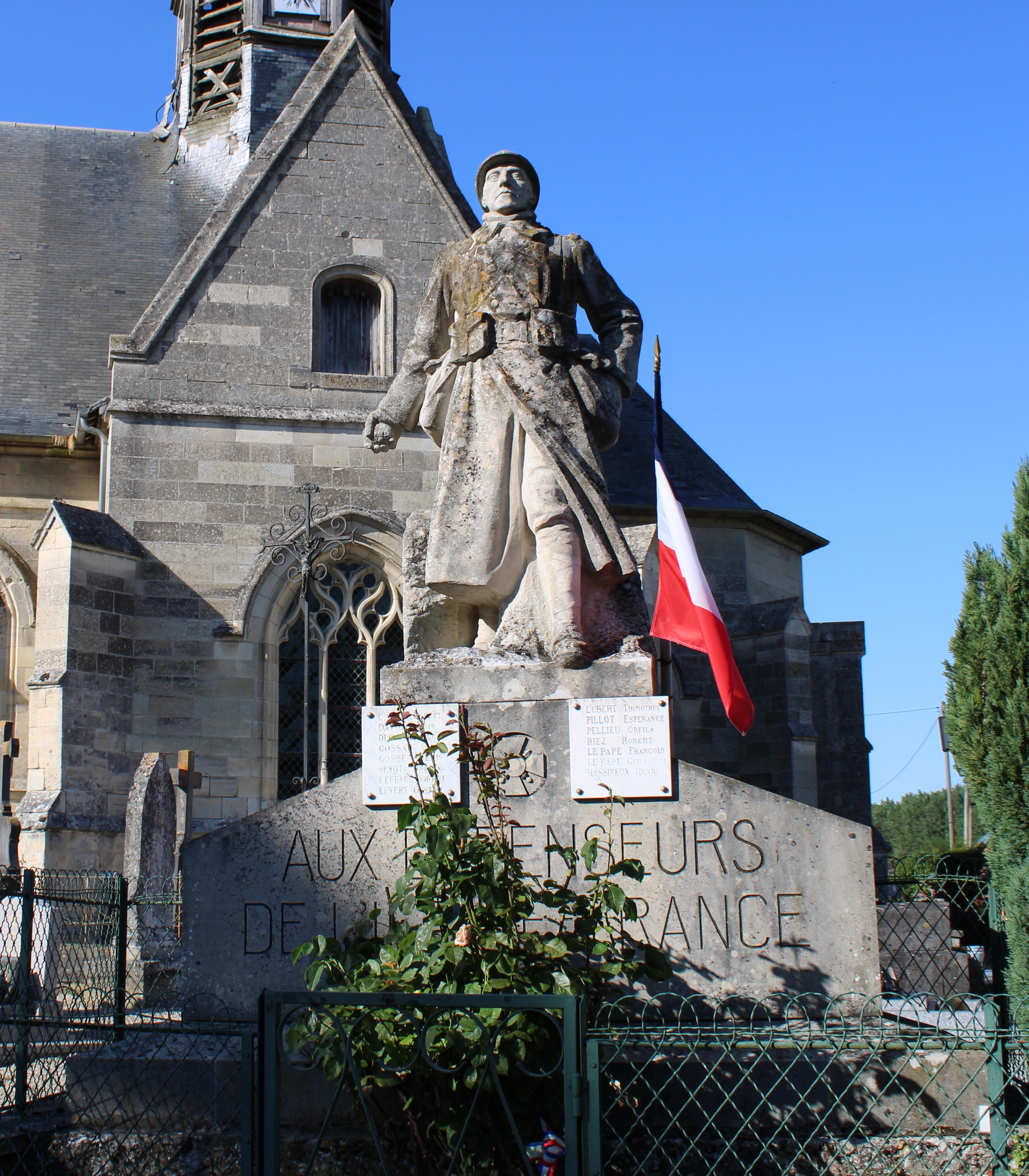
Gefallenendenkmal

- Kirche Saint-Jean-Baptiste
- Schlossruine 1916
- Gefallenendenkmal